# Oliver Zaugg
Oliver Zaugg (Lachen, Suiza, 9 de mayo de 1981) es un ciclista suizo que fue profesional de 2004 a 2016.

## Trayectoria
Debutó en la temporada 2004 como profesional en el equipo Saunier Duval-Prodir.
Gregario en los equipos en los que compitió, en 2011 obtuvo su primera, y única, victoria al ganar el Giro de Lombardía.
Participó 5 veces en el Giro de Italia (2004, 2005, 2007, 2011 y 2012) y 7 en la Vuelta a España (de 2007 a 2014 a excepción del año 2012), siendo su mejor resultado la 11.ª posición conseguida en la edición de 2008.
En el Giro de Italia de 2012 coronó en primer lugar el paso por el Mortirolo en la 20.ª etapa, aunque finalmente acabaría en la 40.ª posición de esta.
Se retiró en 2016 tras la disputa del Giro de Lombardía.

## Palmarés
2011
- Giro de Lombardía

## Resultados en Grandes Vueltas y Campeonatos del Mundo
Durante su carrera deportiva consiguió los siguientes puestos en las Grandes Vueltas y en los Campeonatos del Mundo en carretera
| Carrera         | Carrera         | 2004 | 2005 | 2006  | 2007 | 2008 | 2009 | 2010 | 2011 | 2012 | 2013 | 2014 | 2015 | 2016 |
| --------------- | --------------- | ---- | ---- | ----- | ---- | ---- | ---- | ---- | ---- | ---- | ---- | ---- | ---- | ---- |
|                 | Giro de Italia  | 46.º | Ab.  | —     | Ab.  | —    | —    | —    | Ab.  | 56.º | —    | —    | —    | —    |
|                 | Tour de Francia | —    | —    | —     | —    | —    | —    | —    | —    | —    | —    | —    | —    | —    |
|                 | Vuelta a España | —    | —    | —     | 15.º | 11.º | 70.º | 50.º | Ab.  | —    | 37.º | 23.º | —    | —    |
| Mundial en Ruta | Mundial en Ruta | —    | —    | 103.º | —    | 50.º | 28.º | —    | —    | Ab.  | Ab.  | —    | —    | —    |

—: no participa

Ab.: abandono

## Equipos
- Saunier Duval-Prodir (2004-2006)
- Gerolsteiner (2007-2008)
- Liquigas (2009-2010)
- Leopard/Radioshack (2011-2012)
  - Leopard-Trek (2011)
  - Radioshack-Nissan (2012)
- Saxo/Tinkoff (2013-2015)
  - Team Saxo-Tinkoff (2013)
  - Tinkoff-Saxo (2014-2015)
- IAM Cycling (2016)